# Jurament d'Elionor de Borbó i Ortiz
El Jurament d'Elionor de Borbó i Ortiz princesa de Asturias, com a hereva de la Corona d'Espanya, es va celebrar el 31 d'octubre de 2023, data del seu 18è aniversari. Encara que la princesa Leonor és hereva de la Corona des que el seu pare es va convertir en rei el 19 de juny de 2014, va ser proclamada com a tal en assolir la majoria d'edat.
La Constitució Espanyola de 1978 estableix a l'article 61.2 que l'hereu de la Corona, en assolir la majoria d'edat, prestarà jurament davant les Corts Generals.
Durant la XVI legislatura, es va obrir un debat jurídic al voltant d'aquest acte, ja que el final podia coincidir amb l'acte de jurament de la princesa hereva, Leonor de Borbó, donant com a resultat que les principals institucions de l'Estat estiguessin en situació interinitat, i entre elles les Corts, que després de cada convocatòria d'eleccions es dissolen.
El debat va resultar estèril quan, després dels resultats de les eleccions municipals i autonòmiques, el president del Govern va decidir el 29 de maig del 2023 dissoldre el Parlament i convocar eleccions el 23 de juliol d'aquell mateix any, la qual cosa implicava automàticament que el 31 de octubre de 2023 les Corts estiguessin constituïdes, encara que amb la incògnita de si el Govern estaria o no llavors en funcions.